# 羊角水堡
羊角水堡位于中国江西省赣州市会昌县筠门岭镇羊角村，2013年被列为第七批全国重点文物保护单位。
羊角水堡是一座保存比较完整、规模宏大的军民共戎的明代乡村军事城堡，始建于明嘉靖二十三年（1544年）。目前羊角水堡城墙仅北部被毁，大部分城段尚存，保存有明代城墙861米，三座城门基本完好，以东城门保存最为完整。2015年9月已正式启动羊角水堡的修缮工作。